# 7684 Marioferrero
7684 Marioferrero è un asteroide della fascia principale. Scoperto nel 1997, presenta un'orbita caratterizzata da un semiasse maggiore pari a 2,7950657 UA e da un'eccentricità di 0,0524176, inclinata di 3,05441° rispetto all'eclittica.
Dal 18 agosto al 16 ottobre 1997, quando 7968 Elst-Pizarro ricevette la denominazione ufficiale, è stato l'asteroide denominato con il più alto numero ordinale. Prima della sua denominazione, il primato era di 7583 Rosegger.
L'asteroide è dedicato all'astronomo italiano Mario A. Ferrero.